# Seven Nation Army
Seven Nation Army è un singolo del 2003 del gruppo musicale The White Stripes, prima traccia dell'album Elephant. Nell'anno di pubblicazione vinse un Grammy Award come "migliore canzone rock". Il titolo Seven Nation Army (che letteralmente significa esercito di sette nazioni) si ricollega all'infanzia di Jack White, membro del duo: da bambino era la sua storpiatura involontaria di Salvation Army, l'esercito della Salvezza.
Numerosi sono gli artisti che si sono cimentati con delle cover di questo brano musicale, tra cui gli Audioslave, gli Hard-Fi, i Flaming Lips, gli Skáld, i Punk Division i M@d (in The Concert). I Metallica ne suonarono in un concerto il riff, insieme a quelli di altre canzoni rock. Mentre alcuni dj tra cui Benny Benassi, Tommy Vee, The Glitch Mob Tim Deluxe hanno creato dei remix molto apprezzati nelle discoteche italiane. Esiste anche un remake italiano ad opera di Frankie hi-nrg mc, che utilizza la stessa musica, ma propone il testo di una sua vecchia canzone, dal titolo Fight da faida. Il cantante francese Ben l'Oncle Soul nel 2009 ha realizzato una reinterpretazione del brano con un arrangiamento soul che nel 2011 è stato molto programmato dalle radio italiane. Altra versione è quella dei Finley, chiamata 9 luglio 2006 con un testo del tutto originale realizzato sulla base dei cori da stadio.

## Descrizione
Jack White ha dichiarato di aver composto il celebre riff chitarristico della canzone come ipotetico brano per la colonna sonora di un film di James Bond, e di averlo messo da parte nel caso gli fosse stato chiesto di comporre una "theme song" per una pellicola futura della saga. Tuttavia, White giunse alla conclusione che la richiesta era poco probabile e decise di incorporare suddetto riff in una canzone dei White Stripes (White avrebbe successivamente eseguito, con Alicia Keys, la canzone Another Way to Die per la colonna sonora del film di James Bond del 2008 Quantum of Solace).
Il titolo del brano da cui deriva il tormentone ha dato adito a svariate interpretazioni, una delle quali voleva che le "7 Nation Army" (in italiano "l'esercito delle sette nazioni") stessero ad indicare le forze armate dei paesi membri della NATO; ma lo stesso Jack White chiarì che il titolo deriva dalla storpiatura del termine "Salvation Army" (l'Esercito della Salvezza) che era solito fare da bambino. Il titolo venne dato alla canzone quando ancora il testo non era stato scritto, e poiché "suonava bene", si decise di mantenerlo anche per la pubblicazione ufficiale.
Alcuni critici musicali hanno osservato che il tema assomiglia a un nucleo tematico della Sinfonia n. 5 di Anton Bruckner.
La rivista Rolling Stone lo ha classificato al sesto posto nella classifica delle 100 migliori canzoni degli anni 2000 e alla posizione 286 della lista delle 500 migliori canzoni di sempre.

## Lista formati

### CD
1. Seven Nation Army - 4:03
2. Good to Me - 2:06
3. Black Jack Davey - 5:06

### 7"
1. Seven Nation Army - 3:52
2. Good to Me - 2:06

## Video musicale
Il video musicale, diretto da Alexandre Courtès, è senza ombra di dubbio il più noto dei White Stripes. È costituito principalmente da coreografie di triangoli (ispirato alla celebre locandina del film Arancia meccanica) contenuti ciascuno all'interno dell'altro, a somiglianza delle matrioske russe. Per tutta la durata del video l'interno dei triangoli viene zoomato mostrando i due membri del gruppo nell'atto di suonare. Il video ha vinto numerosi premi della critica ed è stato trasmesso un gran numero di volte in TV.

## La canzone nello sport
Per ironia della sorte, sebbene quasi nessuno ne conosca il titolo originale, in Italia e all'estero è conosciuta dalle masse dei tifosi e simpatizzanti di calcio con l'appellativo onomatopeico di po-popopo-popopo, che deriva dal caratteristico coro di chi cerca di riprodurne il tema strumentale principale.
È durante la stagione calcistica 2005-2006 che il brano acquisisce notorietà. Dopo essere stato usato dai tifosi belgi del Club Bruges prima contro il Milan e successivamente contro la Roma, comincia ad essere ripreso e rilanciato in Italia dalla tifoseria romanista il 15 febbraio 2006 proprio in occasione della vittoriosa partita di ritorno di Coppa UEFA con il Bruges in segno di sfottimento: il motivo dei White Stripes era stata la musica utilizzata anche dallo speaker dello stadio belga per celebrare il momentaneo pareggio di Javier Portillo, ed era stato prontamente ripreso anche dai sostenitori romanisti dopo la rete vittoriosa di Simone Perrotta. Ulteriore motivo di popolarità è una breve interpretazione di Francesco Totti ospite del Festival di Sanremo 2006.
L'usanza si estende ai tifosi al seguito della Nazionale italiana durante la Coppa del Mondo di calcio del 2006 in Germania. Il coro è parte della colonna sonora della notte tra il 9 e il 10 luglio dedicata ai festeggiamenti per la vittoria della Nazionale azzurra in finale. La canzone sembra particolarmente appropriata all'impresa della Nazionale: infatti, le prime parole della canzone sono:
A seven nation army couldn't hold me back»
Un esercito di sette nazioni non mi fermerà»
Le squadre (ossia gli eserciti) che una Nazionale deve affrontare durante la fase finale del mondiale e (dal 2016) dell'europeo, se arriva fino alla finale, sono infatti proprio sette.
Successivamente questa canzone è stata intonata dai tifosi italiani per celebrare le vittorie di Valentino Rossi nel Gran Premio motociclistico di Germania 2006 e di Michael Schumacher e della Scuderia Ferrari nel Gran Premio di Francia 2006.
Tanto e tale è stato il successo da far tornare il brano, tre anni dopo la sua uscita, nella Top 10 italiana, salendo fino alla terza posizione. Inoltre parte di tale brano è stata la sigla di un programma preserale di Rai 1, Tutto per tutto.
In risposta alla popolarità della canzone in Italia, Jack White disse:
(Jack White)
La canzone si è poi risentita a Vienna quando la Nazionale di calcio della Spagna ha vinto il Campionato europeo di calcio 2008.
Durante il successivo Europeo in Polonia e Ucraina nel 2012, il suo tema principale venne eseguito negli stadi ad ogni goal e si confermò il coro prediletto dai tifosi azzurri, dati anche i successi della squadra italiana fino alla finale.
La canzone sarà poi risentita anche durante il Campionato europeo di calcio 2016 e quello del 2021 come colonna sonora dopo ogni rete e come coro dai tifosi, specialmente dagli italiani e dai padroni di casa. Sarà poi usata spesso in molti eventi sportivi.
Sempre in ambito calcistico durante il Campionato mondiale di calcio 2018 la canzone è usata come introduzione delle squadre prima degli inni nazionali di ciascuna.
Nel football americano la canzone è stata utilizzata all'M&T Bank Stadium come canzone del tifo ufficiale dei Baltimore Ravens nella stagione 2011. Ha continuato ad essere utilizzata anche nella stagione successiva, quando la squadra si è aggiudicata il campionato NFL vincendo il Super Bowl XLVII. Durante quell'evento, i tifosi dei Ravens furono uditi cantare distintamente Seven Nation Army ripetute volte durante il blackout dello stadio avvenuto nel terzo quarto del match.
Nella Formula 1 la canzone è stata intonata dal pilota vincitore del Gran Premio d'Italia del 2016, Nico Rosberg. La tifoseria, nonostante i fischi iniziali perché il tedesco è pilota Mercedes e non Ferrari (scuderia di casa), è stata subito conquistata dal perfetto italiano di Nico e insieme hanno intonato la canzone.